# Visakhapatnam (distrikt)
Visakhapatnam (telugu: ఆదిలాబాదు జిల్లా) er et distrikt i den indiske delstat Andhra Pradesh. Distriktets hovedstad er Visakhapatnam. 

## Demografi
Ved folketællingen i 2011 var der 4.288.113 indbyggere i distriktet, mod 3,832,336 i 2001. Den urbane befolkningen udgør 47,51 % af befolkningen.
Børn i alderen 0 til 6 år udgjorde 10,01 % i 2011 mod 12,87 % i 2001. Antallet af piger i den alder per tusinde drenge er 961 i 2011 mod 976 i 2001. 

## Inddelinger

### Mandaler
I Andhra Pradesh er mandal det tredje administrative niveau, under staten og distrikterne. Visakhapatnam distrikt har 43 mandaler.
1. Anakapalle
2. Anandapuram
3. Ananthagiri
4. Araku Valley
5. Achutapuram
6. Bheemunipatnam
7. Butchayyapeta
8. Cheedikada
9. Chintapalle
10. Chodavaram
11. Devarapalle
12. Dumbriguda
13. Gangaraju Madugula
14. Gajuwaka
15. Golugonda
16. Gudem Kotha Veedhi
17. Hukumpeta
18. K.Kotapadu
19. Kasimkota
20. Kotauratla
21. Koyyuru
22. Madugula
23. Makavarapalem
24. Munagapaka
25. Munchingi Puttu
26. Nakkapalle
27. Narsipatnam
28. Nathavaram
29. Paderu
30. Padmanabham
31. Paravada
32. Payakaraopeta
33. Peda Bayalu
34. Pedagantyada
35. Pendurthi
36. Rambilli
37. Ravikamatham
38. Rolugunta
39. S.Rayavaram
40. Sabbavaram
41. Visakhapatnam (rural)
42. Visakhapatnam (urban)
43. Yalamanchili